# Ramón Abeledo
Ramón Gregorio Abeledo (* 29. April 1937) ist ein ehemaliger argentinischer Fußballspieler, der mit der Nationalmannschaft seines Heimatlandes an der Fußball-Weltmeisterschaft 1962 teilnahm und auf Vereinsebene die meiste Zeit für Independiente Avellaneda aktiv war.

## Karriere

### Vereinskarriere
Ramón Abeledo, geboren am 29. April 1937, begann seine aktive Laufbahn als Fußballspieler beim Verein CA Independiente in Partido Avellaneda, einem industriellen Vorort der argentinischen Hauptstadt Buenos Aires. Im Jahr 1955 wurde Abeledo, der im Mittelfeld zu finden war, in die Profimannschaft von Independiente aufgenommen. Hier spielte er unter anderem zusammen mit anderen argentinischen Fußballgrößen der damaligen Zeit wie etwa David Acevedo, Osvaldo Cruz und José Varacka und machte bis 1962 87 Spiele in der Primera División, der höchsten Spielklasse im argentinischen Fußball, wobei ihm dreißig Tore gelangen. Mit Independiente gewann Ramón Abeledo in der Saison 1960 die Meisterschaft von Argentinien, was den vierten von bis heute vierzehn Meistertiteln des Vereins bedeutete, als in der Primera División der erste Platz mit zwei Punkten Vorsprung auf CA River Plate belegt wurde.
Dieser Titelgewinn stellte den einzigen von Ramón Abeledo mit Independiente Avellaneda dar, er verließ den Verein im Jahr vor der nächsten Meisterschaft, 1963 war man erneut in der Meisterschaft siegreich, und war einige Zeit vereinslos. 1964 kam er noch zu zwei Ligaspielen für die Boca Juniors, ehe Ramón Abeledos aktive Laufbahn bereits im Alter von 27 Jahren endete.

### Nationalmannschaft
Zwischen 1960 und 1962 kam Ramón Abeledo auf sieben Einsätze in der argentinischen Fußballnationalmannschaft, in denen ihm kein Tor gelang. Von Nationaltrainer Juan Carlos Lorenzo wurde der Mittelfeldspieler, damals in Diensten von Independiente, ins Aufgebot der Argentinier für die Fußball-Weltmeisterschaft 1962 in Chile berufen. Im Turnierverlauf wurde er jedoch nicht eingesetzt. Die argentinische Mannschaft indes überstand die Gruppenphase nicht, nachdem man Dritter hinter Ungarn und England sowie vor Bulgarien wurde.
Nach der Weltmeisterschaft endete auch die Nationalmannschaftskarriere von Ramón Abeledo nach sieben Länderspielen.